# Aiaaira
Aiaaira (Abchazisch: Аиааира "overwinning") is het volkslied van Abchazië. Het werd in 1992 officieel angenomen. De tekst werd geschreven door Gennady Alamia en de muziek werd geschreven door Valera Çkaduwa.

## Tekst
| Abchazisch | Latijnse translatie |
| --- | --- |
| Шәнеибац, шәнеибац, Аҧсуаа рыҷкәынцәа. Аҧсны азыҳәан Ашьа казҭәаз, Аҧсуаа рыҷкәынцәа. Ахақәиҭраз Ашьа казҭәаз, Аҧсуаа рыҷкәынцәа. О-ҳо-ҳо-о ҳо-о-Рада О-ҳо-ҳо-о ҳо-о-Рада-Ра! Ажәҩан мрадоуп, еҵәадоуп Уара уда Аҧсынра! Еҵәа-бырлаш Аҧсынтәла, Улҧха згәаҵақәа ирҭыҧхо, Геи-шьхеи рыҧшӡара заҧшнылаз. Жәлар ламысла иҳаракоит. Рада, Реида, Рарира Рада, Рерама, Рерашьа. Нарҭаа риира-зиироу Афырхацәа Ран-Гуашьа Аҧсынтәыла-иҧшьоч атәыла Зхы здиныҳәалаз Анцәа Зқьышықәасала имҩасхьо гылоуп Рыжәаҩа еибырҭоит уҧацәа. Шәнеибац Аҧсныжәлар! Аишьцәа, шәнеибац! Нхыҵ-аахыҵ ҳаицуп! Ҳазшаз илаҧш Ҳхыуп иаҳхымшәо Ҧеҧш лаша ҳзышуп! Шәнеибац, Аҧсныжәлар, Игылеит ҳамра, Иақәым ҭашәара! Урылагәыргьа, Анра-аҳшара Шьардаамҭа, Аҧсынра. | Ša̋neibac, ša̋neibac, Aṕsuaa ryçka̋ynca̋a. Aṕsny azyḩa̋an Ašˊa kazţa̋az, Aṕsuaa ryçka̋ynca̋a. Ahaķa̋iţraz Ašˊa kazţa̋az, Aṕsuaa ryçka̋ynca̋a. O-ḩo-ḩo-o ḩo-o-Rada O-ḩo-ḩo-o ḩo-o-Rada-Ra! Aža̋òan mradoup, ec̄a̋adoup Uara uda Aṕsynra! Ec̄a̋a-byrlaš Aṕsynta̋la, Ulṕha zga̋ac̄aķa̋a irţyṕho, Gei-šˊhei ryṕšźara zaṕšnylaz. Ža̋lar lamysla iḩarakoit. Rada, Reida, Rarira Rada, Rerama, Rerašˊa. Narţaa riira-ziirou Afyrhaca̋a Ran-Guašˊa Aṕsynta̋yla-iṕšˊoč ata̋yla Zhy zdinyḩa̋alaz Anca̋a Zķˊyšyķa̋asala imòashˊo gyloup Ryža̋aòa eibyrţoit uṕaca̋a. Ša̋neibac Aṕsnyža̋lar! Aišˊca̋a, ša̋neibac! Nhyc̄-aahyc̄ ḩaicup! Ḩazšaz ilaṕš Ḩhyup iaḩhymša̋o Ṕeṕš laša ḩzyšup! Ša̋neibac, Aṕsnyža̋lar, Igyleit ḩamra, Iaķa̋ym ţaša̋ara! Urylaga̋yrgˊa, Anra-aḩšara Šˊardaamţa, Aṕsynra. |

Onafhankelijke staten: Afghanistan · Armenië · Azerbeidzjan · Bahrein · Bangladesh · Bhutan · Brunei · Cambodja · China · Cyprus · Filipijnen · Georgië · India · Indonesië · Irak · Iran · Israël · Japan · Jemen · Jordanië · Kazachstan · Kirgizië · Koeweit · Laos · Libanon · Maldiven · Maleisië · Mongolië · Myanmar · Nepal · Noord-Korea · Oezbekistan · Oman · Oost-Timor · Pakistan · Qatar · Rusland · Saoedi-Arabië · Singapore · Sri Lanka · Syrië · Tadzjikistan · Thailand · Turkije · Turkmenistan · Verenigde Arabische Emiraten · Vietnam · Zuid-Korea
Niet algemeen erkende landen: Abchazië · Nagorno-Karabach · Palestina · Taiwan · Turkse Republiek Noord-Cyprus · Zuid-Ossetië